# Prokuratura v Československu
Prokuratura v Československu byla státním orgánem, který v pozici veřejné žaloby zastupoval stát v trestním řízení a plnil další úkoly.

## Vývoj a struktura
Za první republiky existovala krajská a vrchní státní zastupitelství (u okresních soudů, jichž bylo více než po reformě roku 1960, státní zastupitelství zřízena nebyla), nejvyšším orgánem ale byla generální prokuratura. Vedoucí krajských státních zastupitelství se nicméně označovali prokurátoři a u vrchních státních zastupitelství vrchní prokurátoři. V čele generální prokuratury stál generální prokurátor, jehož náměstci byli nazýváni generální advokáti (až po roce 1929 jen náměstci generálního prokurátora). Po válce se vrchní státní zastupitelství přejmenovala na zemská, v jejichž čele stál zemský prokurátor. U mimořádných lidových soudů působili úředníci státního zastupitelství.
Po Únoru 1948 bylo pojmenování sjednoceno a byla vybudována jednotná soustava okresních a krajských prokuratur, v čele opět s generální prokuraturou. Do této centralizované a monokraticky organizované soustavy patřila i vojenská prokuratura. Úkolem prokuratury podle zákona z roku 1952 bylo dohlížet nad zachováváním lidovědemokratických zákonů, a to jak vůči všem státním úřadům nebo národním výborům, tak i vůči jednotlivcům. Tímto širokým záběrem měla, kromě dosavadní funkce veřejné žaloby před trestními soudy, nahradit i zrušené správní soudnictví. Na rozdíl od správních soudů ale byla aktivní na základě vlastního uvážení.
Ústava Československé socialistické republiky z roku 1960 a nový zákon o prokuratuře prokuratuře znovu svěřily výkon dozoru nad důsledným prováděním a zachováváním zákonů a jiných právních předpisů orgány státní správy, národními výbory, soudy, hospodářskými a jinými organizacemi i občany. Prokuratura byla strážcem socialistické zákonnosti a ve své činnosti se řídila zásadou centralizace, nezávislosti na místních orgánech, zásadou monokratického rozhodování a zásadou jednotnosti.
Ve federalizované ČSSR se vnitřně členila na tyto články:
- Generální prokuratura Československé socialistické republiky v čele s generálním prokurátorem ČSSR a se sídlem v Praze
- Generální prokuratura České socialistické republiky a Generální prokuratura Slovenské socialistické republiky v čele s generálními prokurátory
- Krajská prokuratura v čele s krajským prokurátorem a Městská prokuratura v Praze v čele s městským prokurátorem
- Okresní prokuratura; v Brně, Bratislavě, Košicích, Ostravě a v Plzni městská prokuratura, v Praze obvodní prokuratury
- Vyšší a obvodní vojenské prokuratury

Do zřízení státního zastupitelství byla podle Ústavy České republiky pověřena vykonáváním jeho funkcí prokuratura České republiky. Účinností zákona č. 283/1993 Sb., o státním zastupitelství, byla k 1. lednu 1994 nahrazena soustavou státních zastupitelství.

## Seznam generálních prokurátorů

### Generální prokurátoři ČSFR
- Tibor Böhm (1990)
- Ivan Gašparovič (1990–1992)

### Generální prokurátoři ČR
- Pavel Rychetský (1990)
- Ludvík Brunner (1990–1992)
- Jiří Šetina (1992–1993)

### Generální prokurátoři SR
- Vojtech Bacho (1990–1994)